# Vrtače (Trebnje, Slovenija)
Vrtače je naselje u slovenskoj Općini Trebnju. Vrtače se nalazi u pokrajini Dolenjskoj i statističkoj regiji Jugoistočnoj Sloveniji. 

## Stanovništvo
Prema popisu stanovništva iz 2002. godine naselje je imalo 21 stanovnika.